# Grumman F9F Panther
El Grumman F9F Panther (en español: pantera) fue el primer caza a reacción de la compañía y el segundo de la Armada de los Estados Unidos (US Navy). Los miembros de esta familia de aviones han pasado a la historia por ser los primeros aviones de reacción embarcados que entraron en combate. El Panther fue el caza a reacción de la US Navy más utilizado durante la guerra de Corea. Realizó más de 78 000 salidas operativas en esa contienda y fue el responsable de la primera victoria aérea de la guerra al derribar un caza norcoreano Yakovlev Yak-9. La producción total del F9F fue de 1382 ejemplares, algunos de ellos fueron exportados a la Argentina donde sirvieron en la Aviación Naval.

## Historia, diseño y desarrollo
La familia F9F tuvo su origen en el requerimiento emitido en mayo de 1945 por el Departamento de Caza de la US Navy, para un caza nocturno todo-tiempo equipado con radar y capaz de operar desde portaaviones. Grumman Aircraft Engineering Corporation, con sede en Bethpage, Long Island, Nueva York, fue una de las cuatro compañías finalistas. El 11 de abril de 1946, Grumman recibió un contrato para su proyecto G-75, designado oficialmente XF9F-1, todavía sin configuración definida. Los asientos, en un principio colocados lado a lado, fueron instalados finalmente en tándem; después de interminables dudas, la planta motriz escogida consistió en cuatro pequeños turborreactores de flujo axial Westinghouse 19B (J30) emplazados en las gruesas raíces alares. Pero Grumman tenía muy presente en aquellos momentos los problemas padecidos para embarcar en los portaviones el Grumman F7F Tigercat debido a su gran tamaño, y el nuevo aparato (con una envergadura de 16,92 m) podría proporcionar todavía más quebraderos de cabeza.
Después de intensas conversaciones, la constructora y la US Navy decidieron sustituir el proyecto XF9F-1 por el de un caza diurno, el XF9F-2. Grumman confeccionó entonces una serie de nuevos proyectos, designados genéricamente G-79, y en agosto de 1946 la US Navy aceptó el G-79D, como un monoplaza propulsado por un único turborreactor centrífugo, provisto de tomas de aire en la raíz alar. Posteriormente, el diseño fue modificado con la tobera del reactor emplazada a medio camino entre los planos y la cola. El motor era el mismo que propulsaba el entonces ignorado MiG-15, ya que en agosto de 1946 la US Navy mostró gran interés por el Rolls-Royce Nene, que tenía un empuje de 2268 kg y un peso de tan solo 771 kg. 
En diciembre de 1946, en el Philadelphia Navy Yard fueron sometidos a severas pruebas dos Nene, superándolas con facilidad. La US Navy quedó entusiasmada; ningún otro turborreactor lo había conseguido anteriormente. La opción para la fabricación con licencia del Nene ya había sido adquirida por Phil Taylor, antiguo ingeniero jefe de Curtiss-Wright, quien la cedió a Pratt & Whitney por un millón de dólares. Aunque se tenían ciertos reparos respecto a la importación de los motores desde Gran Bretaña, el reactor Nene fue pronto conocido en los Estados Unidos como el "motor aguijón", por el desafío que supuso para los equipos de diseño norteamericanos. Allison respondió trabajando sobre su propio J33, derivado del Whittle, aumentando su empuje de 1814 a 2087 kg. Al mismo tiempo, Pratt & Whitney rediseñó ampliamente algunas partes del Nene hasta convertirlo en el americanizado J42, concebido especialmente para el XF9F-2.

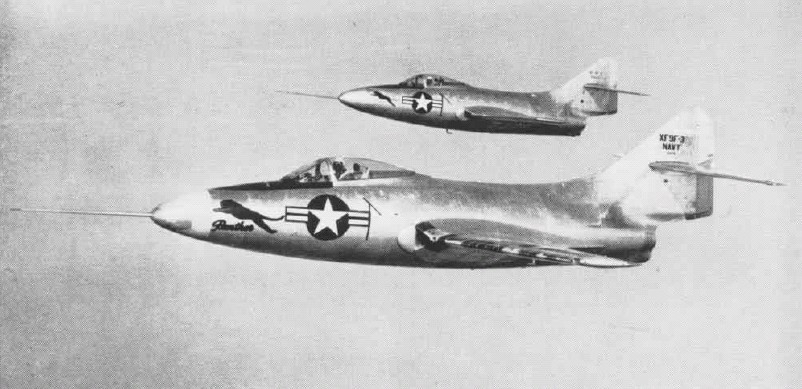
Los prototipos XF9F-2 y XF9F-3 volando juntos en 1948.

El primer prototipo del Panther, a los mandos del piloto de pruebas C.H. "Corky" Meyer, voló por primera vez el 24 de noviembre de 1947. Estaba impulsado por un reactor Rolls-Royce Nene de 2268 kg de empuje construido bajo licencia por Pratt & Whitney y denominado Pratt & Whitney J42. Como no había mucho espacio en las alas o el fuselaje para el almacenaje de mucho combustible, en febrero de 1948 se le añadió un depósito de combustible de 450 litros en cada borde marginal, configuración que devino estándar posteriormente, hecho que de casualidad mejoró la capacidad de giro del caza. El 18 de marzo de ese mismo año, el comandante en jefe del Centro de Evaluaciones Aeronavales (NATC) de Patuxent River se convirtió en el primer miembro de la US Navy en pilotar este aparato. El segundo XF9F-2 llegó al NATC en octubre de 1948 para llevar a cabo las evaluaciones iniciales de operatividad a bordo de portaaviones, pero el 28 de octubre sufrió una avería en el sistema de alimentación de combustible y se estrelló. Su lugar fue ocupado por un F9F-2 de serie, perteneciente a un primer lote de 30 aparatos que había sido encargado con anterioridad al primer vuelo; las pruebas de a bordo, que comenzaron en marzo de 1949, fueron completadas en el portaaviones USS Franklin D. Roosevelt.
Durante la fase de desarrollo, Grumman decidió cambiar el motor del Panther, eligiendo el Rolls-Royce Tay construido bajo licencia en los Estados Unidos como el Pratt & Whitney J48-P-2. Otro reactor que habían estado probando era el Allison J33-A-16, de 2087 kg de empuje, que era un desarrollo del Rolls-Royce Derwent. que fue instalado en el tercer prototipo.

## Variantes

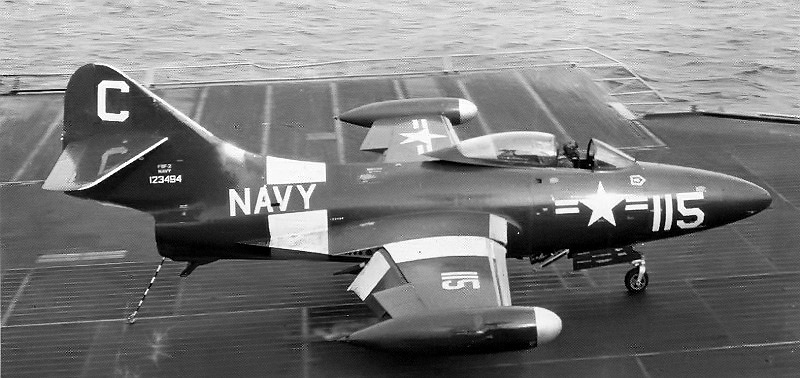
Un F9F-2 Panther en el portaaviones USS Midway (CVB-41), 1952.

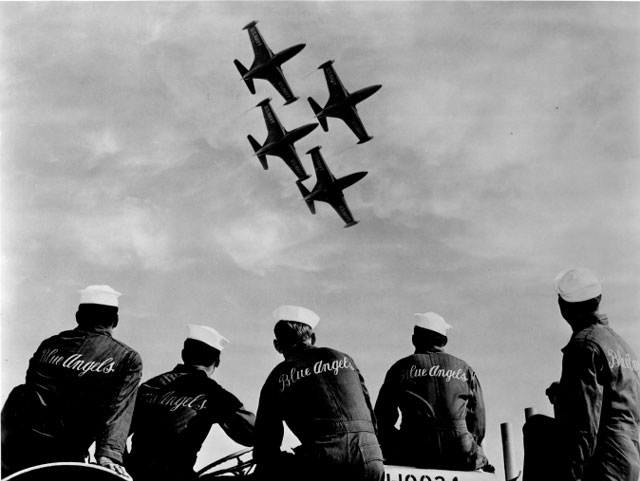
Los Blue Angels volando sus F9F-5 Panther en formación diamante, 1952.

- XF9F-1: proyecto de caza nocturno cuatrimotor

- XF9F-2: dos prototipos con motores Nene y J42

- F9F-2: 567 Panther de serie con motores Pratt & Whitney J42-P-8 (Nene construidos bajo licencia)

- F9F-2B: versión modificada para ataque al suelo equipada con soportes subalares. Todos los F9F-2 fueron finalmente llevados al estándar B.

- F9F-2P: versión de reconocimiento fotográfico sin armamento, utilizada en la guerra de Corea.

- F9F-3: 54 aparatos construidos originalmente con motores Allison J33-A-8, pero convertidos en F9F-2 a partir de febrero de 1950 dada la poca fiabilidad de este motor.

- F9F-4: el prototipo XF9F-4, equipado con un motor Allison J33-A-16 con inyección de agua y 3152 kg de empuje, realizó su vuelo inaugural el 6 de julio de 1950, algún tiempo después de lo previsto a consecuencia de la aparición de algunos problemas motores; de los 73 aviones previstos en principio algunos llegaron a ser entregados al US Marine Corps, pero los restantes fueron completados como F9F-5.

- F9F-5: esta versión, la más numerosa de todas, consistía en un Panther similar al F9F-4 pero propulsado por un Pratt & Whitney J48-P-2, un derivado del Rolls-Royce Tay británico; construidos 616 ejemplares.

- F9F-5P: versión de reconocimiento fotográfico sin armamento. Fueron construidos 36 ejemplares; cámaras alojadas en el morro que fue alargado.

- F9F-5KD: cuando fueron retirados de servicio operacional, algunos F9F-5 fueron utilizados como remolcadores de blancos o en el control de los mismos bajo la designación citada que, en 1962, cambió a la de DF-9E.

## Desarrollos

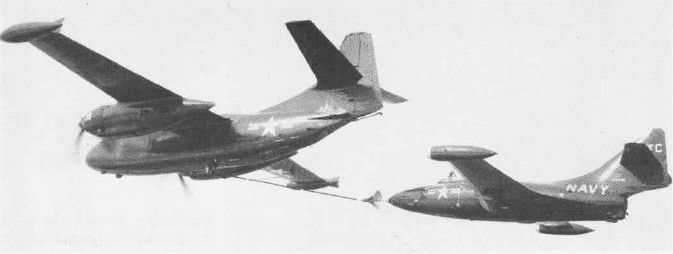
Un Panther siendo reabastecido en vuelo por un AJ Savage

Desde 1946 Grumman consideraba fabricar una versión con alas de flecha del Panther y cuando se demostró la inferioridad de este frente a los MiG en Corea, una conversión del Panther (Diseño 93) resultó en un derivado en alas de flecha, el Grumman F9F Cougar, que retuvo el número de designación del Panther.

## Operadores
Argentina
- Armada Argentina

 Estados Unidos
- Armada de los Estados Unidos
- Cuerpo de Marines de los Estados Unidos

## Servicio operacional

### Estados Unidos

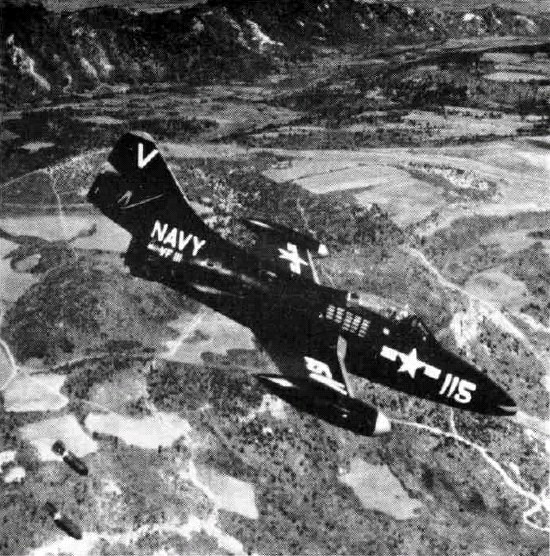
Grumman F9F-2 Panther lanzando bombas sobre Corea.

Las primeras entregas a un escuadrón operacional, el VF-51, comenzaron el 8 de mayo de 1949. Esta unidad registró el 3 de julio de 1950 el primer despegue de un caza naval a reacción desde un portaviones en la guerra de Corea, mientras operaba como componente del Grupo Aéreo Embarcado n.º 5, destacado a bordo del USS Valley Forge.
Los F9F-2, F9F-3 y F9F-5 sirvieron con distinción durante la guerra de Corea, derribando dos Yakovlev Yak-9 y cinco Mikoyan-Gurevich MiG-15 perdiendo solo un F9F. Como el mando decidió que los F-86 de la fuerza aérea fueran los que se enfrentaran a los MiG-15 los aviones se dedicaron principalmente a misiones de ataque.
El 3 de julio de 1950, Leonard H. Plog del escuadrón VF-51 de la US Navy, obtuvo la primera victoria aérea de la guerra cuando derribó un Yak-9 pilotando su F9F-3. 
El 9 de noviembre de ese mismo año, William (Bill) Amen del escuadrón VF-111 de la US Navy derribó el primer MiG-15 pilotando un F9F-2B. Dos más fueron derribados el 18 de noviembre de 1950 y otros dos más el 18 de noviembre de 1952. El 18 de noviembre de 1952, el teniente Royce Williams del VF-781, embarcado en el USS Oriskany, derribó cuatro MiG-15 de la aviación naval soviética en un combate aéreo de 35 minutos. Después de perder contacto con su compañero, Williams estaba solo peleando contra seis MiG-15. Al aterrizar se contaron en su avión 263 impactos de proyectiles de cañón o fragmentos, y no se pudo reparar. El Panther fue el principal caza y avión de ataque al suelo de la US Navy en el conflicto de Corea. 
Los F9F fueron retirados de los escuadrones de primera línea en 1956, pero permanecieron en misiones de entrenamiento y en unidades de la Reserva hasta 1958, algunos pocos continuaron en servicio en la década de 1960.

### Argentina
El único cliente extranjero del Panther fue la Armada Argentina, que compró 24 aviones en 1958. El Comando de Aviación Naval de la Armada Argentina adquirió los Panther F9F-2B ya retirados de la US Navy como reemplazo de los F-4U Corsair. Los primeros 10 aviones llegaron a bordo del ARA B-6 Bahía Buen Suceso, en agosto de 1958. Otros cuatro ejemplares se compraron como repuestos. El primer ejemplar fue dado de alta el 27 de noviembre de 1958 siendo asignado a la 1.ª Escuadrilla Aeronaval de la 2.ª Escuadra Aeronaval. Al año siguiente todos los F9F-2B son transferidos a la 3.ª Escuadra Aeronaval con base en Punta Indio.
Como las catapultas del único portaaviones argentino ARA Independencia (V-1) no eran lo suficientemente poderosas como para lanzar al Panther, los aviones tuvieron que operar desde bases terrestres. Los Panther argentinos estuvieron involucrados en la movilización general de 1965, durante los choques fronterizos con Chile, pero no hubo ningún combate. El desgaste y la falta de repuestos se tradujo en la baja de aviones a partir de 1968. Fueron reemplazados por A-4Q Skyhawks y Aermacchi MB-326GB. El último vuelo de los Panther fue el 3 de marzo de 1970.

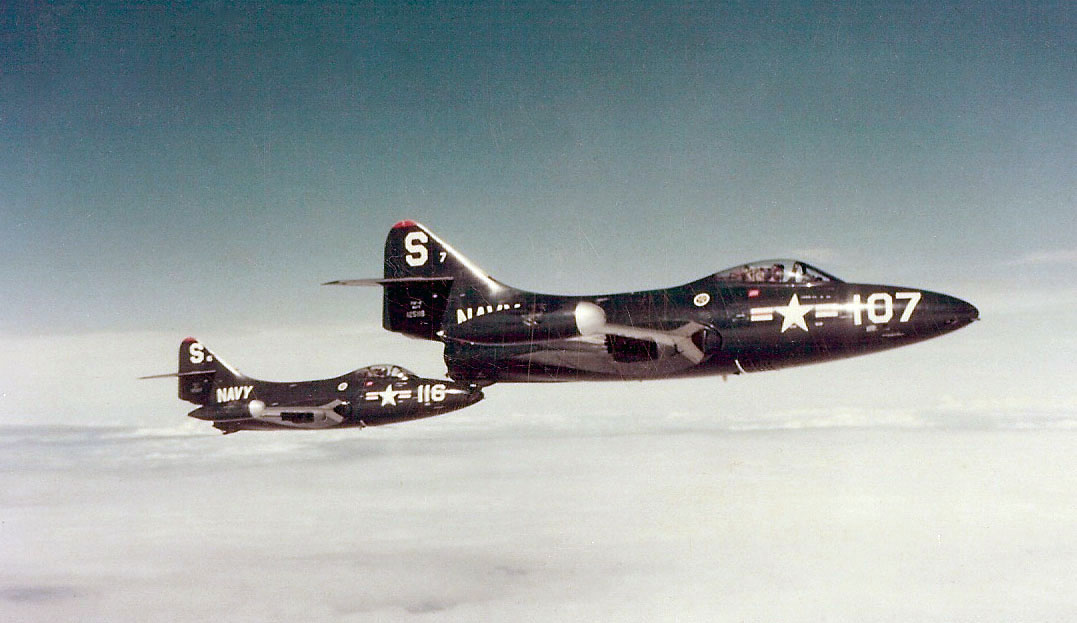
F9F-2 Panthers volando sobre Corea, con Neil Armstrong pilotando el S-116 (Izq.)

### Ventas fallidas
En 1949 Australia consideró al Panther como un posible reemplazo para el Mustang y el De Havilland Vampire de la Royal Australian Air Force. Compitió con un diseño australiano, el CAC CA-23, y el Hawker P.1081. A mediados de 1950 los Mustangs estaban en Corea y se encontraron al MiG-15, por lo que la RAAF desde julio de 1951 operó de modo provisional el Gloster Meteor. Este fue reemplazado a partir de 1954 por una variante con motor mejorado del F-86 fabricada en Australia.

## Especificaciones técnicas

### Características generales
- Tripulación: 1
- Longitud: 11,3 m
- Envergadura: 11,6 m
- Altura: 3,8 m
- Superficie alar: 23 m²
- Peso vacío: 4220 kg
- Peso cargado: 6456 kg
- Planta motriz: 1× Turbojet Pratt & Whitney J42-P-6/P-8 con inyección de agua.
  - Empuje normal: 2700 kg de empuje.

### Rendimiento
- Velocidad máxima operativa (Vno): 925 km/h
- Alcance: 2177 km
- Techo de vuelo: 13 600 m
- Régimen de ascenso: 1560 m/min
- Carga alar: 350 kg/m²
- Empuje/peso: 0,42

### Armamento
- Cañones: 4× cañones automáticos M2 de 20 mm
- Bombas: 910 kg de bombas
- Cohetes: 6 cohetes de 127 mm

### Desarrollos relacionados
- F-9 Cougar
- Grumman XF10F Jaguar

### Aeronaves similares
- McDonnell F2H Banshee
- Hawker Sea Hawk

### Secuencias de designación
- Secuencia G-_ (interna de Grumman): ← G-72 - G-73 - G-74 - G-75 - G-76 - G-77 - G-78 - G-79 - G-80 - G-81 - G-82 →
- Secuencia F_F (Cazas de la Armada estadounidense, 1922-1962 (Grumman, 1931-1962): ← F6F - F7F - F8F - F9F-1 a -5 - F9F-6 a -8 - F10F - F11F →

### Listas relacionadas
- Anexo:Aeronaves militares de los Estados Unidos (navales)

## Cultura popular
El Panther jugó un rol prominente de la película de 1954 Men of the Fighting Lady (también conocida como Panther Squadron). El F9F también protagonizó las secuencias de vuelo de la película de 1954 Los puentes de Toko-Ri, sin embargo en la novela de 1953 de James A. Michener en que estaba basada la película , el avión era un McDonnell F2H Banshee.